# فارنر تاوبر

فارنر تاوبر يعزف الساكسفون

فارنر تاوبر (Werner Tauber) كان أحد أشهر الموسيقيين في موسيقى الرقص الألمانية. ولد في شيمنتس عام 1934 وتوفي عام 2001 في ألمانيا. تميزت طفولته بأكملها بحبه للموسيقى، ففي السابعة تعلم العزف على آلة الأكورديون تلاها آلة البيانو. التحق بمدرسة الأوركسترا أغسطسبورغ الداخلية حيث لم يتعلم التلاميذ على آلاتهم الفردية فقط بل تعلموا عزف موسيقى أوركسترا الجاز والرقص.
تلقى فارنر تاوبر آلة كلارينيت كهدية حين بلغ الثانية عشرة من عمره ، وبالرغم من أنه كان يفضل آلة الساكسفون إلا أنه اقتنع بها خصوصا لصعوبة الحصول على آلة السكسوفون وإمكانية تحضير نفسه له بالعزف على الكلارنيت.
كان الوضع السياسي بعد الحرب العالمية الثانية معيقا لتطور الموسيقى في ألمانيا الشرقية، فقد أقفلت مدرسة الأوركسترا أبوابها فاضطر فارنر للالتحاق بأوركسترا فرانز والدر. ولكنها منعت عام 1954 بسبب احتواء برنامجها على الكثير من العناوين الأمريكية.
هرب عازفوها جميعا إلى برلين الغربية ومعهم فارنر تاوبر الذي واتته الفرصة عام 1955 للالتحاق بأوركسترا ماكس غريغر في ميونيخ. بقي معهم حتى عام 1961 حين انضم إلى فرقة أوركسترا هوغو شتراسر للرقص وبقي معهم مدة 30 عاما عمل أثناءها على معظم موسيقى التشكيلات الراقصة في الموسيقى الألمانية. كثير منها فاز في البطولات بموسيقى فارنر تاوبر.
وأخيرا وفي عام 1993 شكل فرقة أوركسترا خاصة باسمه استمر فيها حتى توفي عام 2001 تاركا وراءه إرثا موسيقيا غنياً يحفظ ذكراه.